# Quận Perry, Arkansas
Quận Perry là một quận thuộc tiểu bang Arkansas, Hoa Kỳ.
Quận này được đặt tên theo. Theo điều tra dân số của Cục điều tra dân số Hoa Kỳ năm 2000, quận có dân số 10.317 người. Quận lỵ đóng ở Perryville 6.

## Địa lý
Theo Cục điều tra dân số Hoa Kỳ, quận có diện tích 1452 km2, trong đó có 25 km2 là diện tích mặt nước.

### Các xa lộ chính
- Highway 7
- Highway 9
- Highway 10
- Highway 60
- Highway 113

### Quận giáp ranh
- Quận Conway (bắc)
- Quận Faulkner (đông bắc)
- Quận Pulaski (đông)
- Quận Saline (đông nam)
- Quận Garland (tây nam)
- Quận Yell (tây)

## Thông tin nhân khẩu
Theo điều tra dân số 2 năm 2000, quận đã có dân số 10.209 người, 3.989 hộ gia đình, và 2.939 gia đình sống trong quận hạt. Mật độ dân số là 18 người trên một dặm vuông (7/km ²). Có 4.702 đơn vị nhà ở mật độ trung bình của 8 trên một dặm vuông (3/km ²). Cơ cấu chủng tộc của dân cư quận bao gồm 95,62% người da trắng, 1,73% da đen hay Mỹ gốc Phi, 0,98% người Mỹ bản xứ, 0,15% châu Á, Thái Bình Dương 0,02%, 0,39% từ các chủng tộc khác, và 1,11% từ hai hoặc nhiều chủng tộc. 1,18% dân số là người Hispanic hay Latino thuộc một chủng tộc nào.
Có 3.989 hộ, trong đó 32,60% có trẻ em dưới 18 tuổi sống chung với họ, 61,10% là đôi vợ chồng sống với nhau, 8,70% có nữ hộ và không có chồng, và 26,30% là các gia đình không. 23,20% hộ gia đình đã được tạo ra từ các cá nhân và 10,40% có người sống một mình 65 tuổi hoặc lớn tuổi hơn là người. Cỡ hộ trung bình là 2,52 và cỡ gia đình trung bình là 2,96.
Trong quận, cơ cấu độ tuổi dân cư với 25,30% dưới độ tuổi 18, 7,40% 18-24, 28,00% 25-44, 24,50% từ 45 đến 64, và 14,80% từ 65 tuổi trở lên người. Độ tuổi trung bình là 38 năm. Đối với mỗi 100 nữ có 98,30 nam giới. Đối với mỗi 100 nữ 18 tuổi trở lên, đã có 96,20 nam giới.
Thu nhập trung bình cho một hộ gia đình trong quận đạt 31.083 USD, và thu nhập trung bình cho một gia đình là 37.170 USD. Phái nam có thu nhập trung bình 28.254 USD so với 21.462 USD của phái nữ. Thu nhập bình quân đầu người là 16.216 USD. Có 10,50% gia đình và 14,00% dân số sống dưới mức nghèo khổ, bao gồm 17,00% những người dưới 18 tuổi và 15,00% của những người 65 tuổi hoặc hơn.